# Юрома (приток Мезени)
Юрома — река в России, протекает по территории Юромского сельского поселения Лешуконского района Архангельской области. Устье реки находится в 165 км по правому берегу реки Мезень. Длина реки составляет 38 км. В устье реки находится деревня Юрома.

## Данные водного реестра
По данным государственного водного реестра России относится к Двинско-Печорскому бассейновому округу, водохозяйственный участок реки — Мезень от водомерного поста деревни Малонисогорская и до устья. Речной бассейн реки — Мезень.
Код объекта в государственном водном реестре — 03030000212103000048777.